# Kleine-Wasser-Bund
Der Kleine-Wasser-Bund ist ein Medizinbund der Irokesen-Indianer.
Der Kleine-Wasser-Bund ist der vermutlich bestorganisierte Bund. So gibt es verschiedenste Amtsträger, die klar hierarchisiert sind. Diese hierarchische Struktur der Amtsträger ist ein typisches Merkmal der irokesischen Medizinbünde. Sie trifft in dieser oder ähnlicher Weise bei den meisten Bünden zu. Eine detailliertere Beschreibung der Aufgaben der Amtsträger ist den Quellen nicht zu entnehmen.
Es werden pro Jahr vier Treffen abgehalten, wobei bei dreien der Nachtsong "Ganoda" gesungen wird. Die Gesellschaft hat den Zweck, die Stärke der geheimen Medizin, als little-water powder bekannt, zu bewahren. 
Die Treffen sind Gelegenheiten, soziale Beziehungen zu unterhalten und Streitigkeiten aus dem Weg zu räumen. Es ist gegen die Regeln, Mitglieder zuzulassen, die miteinander Streitigkeiten haben und nicht bereit sind, sie aus dem Weg zu räumen. 
Es gibt zwei Altäre: Den Altar des Feuers und den Altar des Geheimnisses (Mystery). Das Ritual besteht aus Liedern, welche die Abenteuer des Gründers, bekannt als Good Hunter, beschreiben. Am Ende jedes Abschnittes lassen die feast-makers Schüsseln mit Beerensaft herumgehen. In einigen Hütten wird eine Pfeife herumgereicht. Während der folgenden Unterbrechung rauchen die Mitglieder – Frauen und Männer – ihren eigenen Tabak. Die Sänger schütteln als Begleitung zu ihren Liedern Rasseln. Nur gereinigte Mitglieder werden zugelassen. Die Gesellschaft kennt keine öffentlichen Zeremonien und Tänze. Manchmal wurden spezielle Treffen abgehalten, um die Novizen zu unterweisen. 
Jedes Mitglied, das die Hütte betritt, deponiert sein Medizinpaket auf dem Altar des Geheimnisses und seine Tabakbeigabe im Maisstrohkorb. Der Tabak wird vom Geisterbeschwörer (invoker) ins Feuer geworfen, während er seine Gebete singt. Während des zweiten und dritten Abschnitts wird das Flötenlied gespielt. Zum Ende der Zeremonie wird ein Schweinekopf herumgereicht, und Stücke des gekochten Fleisches werden mit den Zähnen abgerissen. Dies soll Krähen imitieren. Früher wurde ein Bärenkopf gegessen. Die Zeremonie beginnt um 23:00 Uhr und endet im Morgengrauen. Die Sonne soll die Zeremonie nicht sehen. Während des Gesangs ist es absolut dunkel in der Hütte. Nur während der Unterbrechungen wird Licht zugelassen. Vor der Zeremonie werden die Berichte der Amtsträger und des Schatzmeisters, vorgetragen.
Das Eigentum der Gesellschaft besteht aus den Medizinbündeln, der Flöte, den Kürbisrasseln und dem heiligen Tabakkorb.
Dies ist der einzige Bund, bei dem heute der Song-holder nicht ein Heide sein muss. Diesem Bund gehören deshalb viele Christen an. 
Der Kleine-Wasser-Bund trifft sich jeweils in der 5. Nacht des Neumondes im Monat Juni.